# Mine de Tintaya
 (mars 2025).
La mine de Tintaya est une mine à ciel ouvert de cuivre située à Province d'Espinar dans la Région de Cuzco au Pérou. Elle a commencé sa production en 1985. Elle appartient à Xstrata depuis 2006 après son rachat à BHP Billiton pour 750 millions de $, qui l'avait elle-même acquit en 1996 à Magma Copper Company.